# Mycetophila uaianai
Mycetophila uaianai är en tvåvingeart som beskrevs av Lane 1952. Mycetophila uaianai ingår i släktet Mycetophila och familjen svampmyggor. Inga underarter finns listade i Catalogue of Life.